# Кім Ок Чжу
Кім Ок Чжу (кор. 김옥주) — північнокорейська співачка. Наразі вона є співачкою в оркестрі Державної ради КНДР, але також виконує сольну роботу. Раніше вона була учасницею відомого поп-гурту Моранбон бенд.

## Рання кар'єра
Кім продовжила свою кар'єру, беручи участь у складі «Moranbong Quartet», співаючи з Wangjaesan Band & Pochonbo Electronic Ensemble. Її кар'єра розпочалася з Unhasu Orchestra, де вона виконувала багато пісень сольно, а також з ширшим ансамблем Moranbong секстет. Після розпаду оркестру Унхасу у 2013 році, вона з'явилася у новоствореному гурті Chongbong Band у 2015 році. З 2017 року її перевели з гурту Chongbong Band до Моранбон бенд, де вона носила військову форму майора, що є другим за величиною званням у гурті після підполковника, і її описували як вокального менеджера гурту Моранбон бенд. Вона один раз виступила на концерті оркестру Самджіон 31 грудня 2019 року. Вона один раз виступила на концерті оркестру Самджіон 31 грудня 2019 року.
У квітні 2018 року вона виступила у «Південнокорейській художній трупі за мир і співробітництво між Північною та Південною Кореєю» в Пхеньянською ареною у Пхеньяні, де понад 12 000 глядачів спостерігали, як південнокорейська співачка Лі Сон Хі виконала свою знамениту пісню «Dear J» разом з Кім Ок Чжу.

## В останні роки
Кім Ок Чу приєдналася до Оркестру Комісії з державних справ після його створення у 2020 році, з моменту приєднання до гурту вона співала та знімалася в серії музичних кліпів державних ЗМІа також брав участь у численних концертах, які відвідував Кім Чен Ин.
У 2021 році їй було присвоєно звання «Народна артистка» на церемонії нагородження в Залі актових залів Мансуде. За даними державних ЗМІ, це звання було присвоєно за те, що гурт «відзначився творчою діяльністю, започаткувавши новий період розквіту соціалістичної літератури та мистецтва, вірний важливим завданням, поставленим на 8-му з'їзді Трудової партії Кореї».
У 2024 році вона знялася разом з Кім Рю Кьоном у музичному кліпі «Дружелюбний батько», який привернув велику увагу в міжнародних соціальних мережах.
У 2024 році вона виконала кілька російських пісень на концертах з нагоди візитів Володимира Путіна та Андрія Бєлоусова до КНДР.
26 січня 2025 року вона була присутня на похороні композитора Хван Джін Йона разом з іншими ветеранами-співаками.